# Divisive
Divisive —en español: Divisivo— es el octavo álbum de estudio de la banda estadounidense de heavy metal Disturbed. Fue lanzado el 18 de noviembre de 2022 a través de Reprise Records con el productor Drew Fulk, quien trabajó con otras bandas como Highly Suspect y Motionless in White. El álbum es el primer álbum de estudio de la banda en cuatro años desde Evolution (2018), lo que lo convierte en la segunda brecha más larga entre lanzamientos, y también marca el primer álbum de la banda que se lanza durante la Pandemia de COVID-19.

## Antecedentes
Ya en octubre de 2020, el líder David Draiman declaró que quería que la nueva música de Disturbed estuviera "muy enojada", considerando todo lo que sucede en el mundo con la pandemia.
En abril de 2022, Draiman usó su página de Instagram para compartir una foto de una pizarra con sus fanes y seguidores sugiriendo que el álbum se había completado, en esa foto que ahora se ha eliminado se puede ver una lista de aproximadamente diez canciones en total. marcado con una "X" simple, lo que llevó a los fanáticos a especular que el álbum es un álbum de versiones, sin embargo, la banda no lo ha confirmado ni negado. Ann Wilson de Heart aparece en el álbum en la canción titulada "Don't Tell Me"; quería trabajar con los miembros de la banda después de escuchar la famosa versión de la banda de "The Sound of Silence". La canción se inspiró en el divorcio del guitarrista Dan Donegan de su esposa durante 18 años.
La octava salida de estudio de la banda de metal, que ya obtuvo un éxito No. 1 en Mainstream Rock Airplay con "Hey You", tiene una visión centrista de la sociedad fracturada de hoy.

## Lanzamiento y promoción
El primer sencillo del álbum se llama "Hey You", que se lanzó el 14 de julio de 2022, la canción en sí es un grito de indignación por la adicción según David Draiman y también afirma que es una "llamada de atención" para el mundo. En lo que respecta al sonido del sencillo, se dice que es similar a los álbumes anteriores de la banda, como The Sickness (2000) y Ten Thousand Fists (2005). El segundo sencillo de la banda llamado "Unstoppable" se lanzó el 23 de septiembre de 2022, junto con los detalles de su próximo álbum, el sencillo en sí se llama "animal grandilocuente" según NME.

## Lista de canciones
| N.º | Título                                    | Duración |  |
| 1.  | «Hey You»                                 | 4:28     |  |
| 2.  | «Bad Man»                                 | 3:22     |  |
| 3.  | «Divisive»                                | 3:58     |  |
| 4.  | «Unstoppable»                             | 3:58     |  |
| 5.  | «Love to Hate»                            | 3:36     |  |
| 6.  | «Feeding the Fire»                        | 4:19     |  |
| 7.  | «Don't Tell Me» (con Ann Wilson de Heart) | 4:31     |  |
| 8.  | «Take Back Your Life»                     | 2:58     |  |
| 9.  | «Part of Me»                              | 3:53     |  |
| 10. | «Won't Back Down»                         | 2:52     |  |

## Créditos
Disturbed
- David Draiman – voz, coproductor.
- Dan Donegan – guitarra, teclados, productor.
- John Moyer – bajo
- Mike Wengren – batería, voz, coproductor.

Producción técnica
- Drew Fulk - producción.

Artistas invitados
- Ann Wilson - voz en "Don't Tell Me"